# Chabottes
Chabottes é uma comuna francesa na região administrativa da Provença-Alpes-Costa Azul, no departamento de Altos-Alpes. Estende-se por uma área de 9,96 km². Em 2010 a comuna tinha 880 habitantes (densidade: 88,4 hab./km²).